# La Grange (Kentucky)
La Grange ist eine Stadt im US-Bundesstaat Kentucky. Sie liegt im Oldham County und ist dessen County Seat (Verwaltungssitz). Das U.S. Census Bureau hat bei der Volkszählung 2020 eine Einwohnerzahl von 10.067 ermittelt.

## Geschichte
Der Ort wurde 1827 gegründet und im gleichen Jahr zum Verwaltungssitz des County bestimmt; dieser Verwaltungssitz wechselte im folgenden Jahr noch einmal zurück nach Westport, bevor er ab 1838 endgültig bei La Grange verblieb. Bereits 1828 war hier eine Poststelle eingerichtet worden.
Einen nennenswerten Aufschwung erlebte La Grange erst in der Mitte des 19. Jahrhunderts, als die Eisenbahn den Ort erreichte. Es ist einer der wenigen Orte in Kentucky, in der bis heute Züge der CSX-Transportation-Linie direkt auf einer Hauptstraße durch den Ortskern rollen. Dieser historische Ortskern ist im National Register of Historic Places verzeichnet.
Auf einer Farm bei La Grange wurde der einflussreiche Filmemacher David Wark Griffith (1875–1948) geboren. Bis heute steht in La Grange das über Jahrzehnte in seinem Besitz befindliche D. W. Griffith House.

## Einzelnachweise

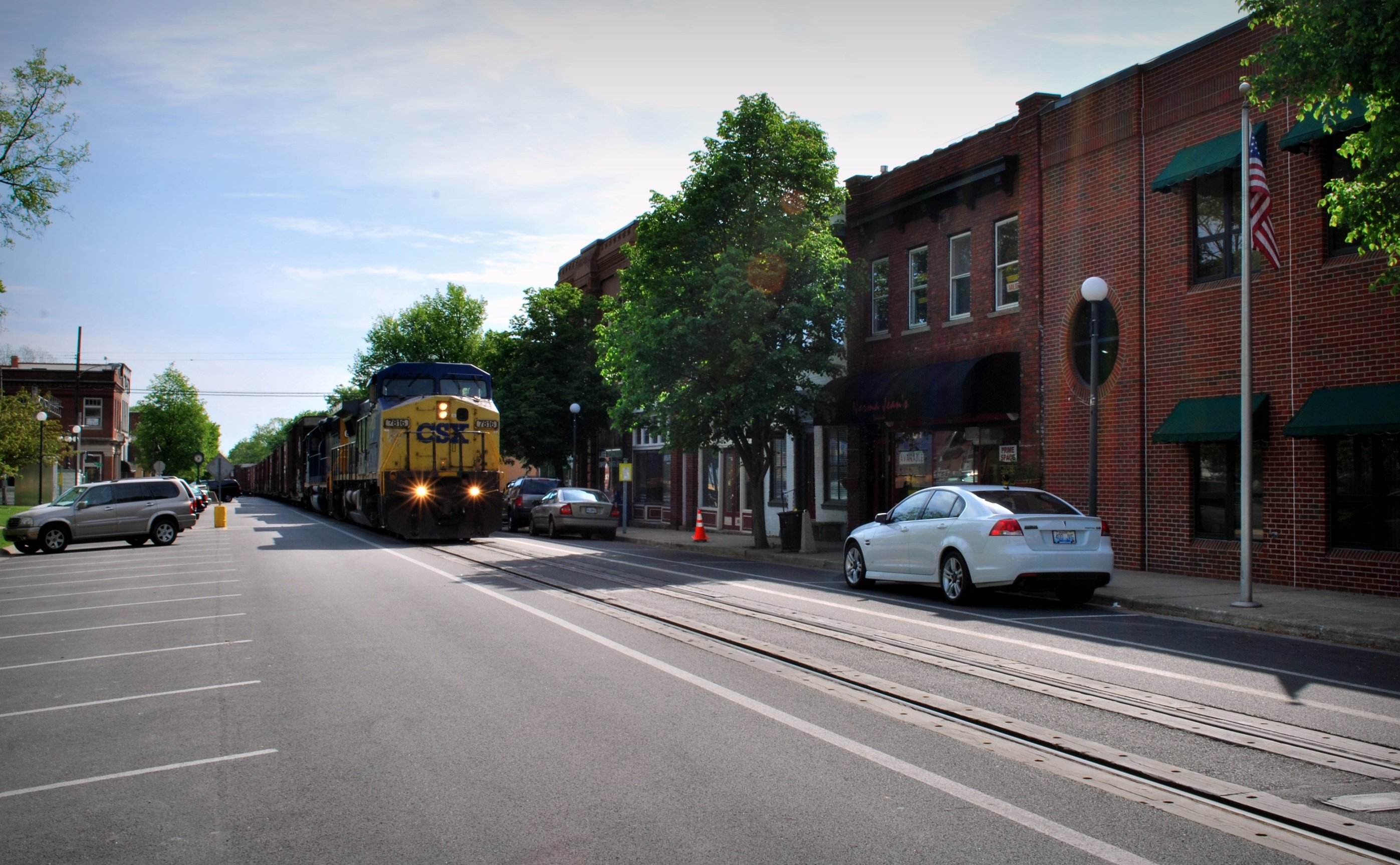
Ein Zug auf der Main Street von La Grange